# Вергос, Никос
Николаос (Никос) Вергос (греч. Νίκος Βέργος; род. 13 января 1996[…], Килкис) — греческий футболист, нападающий клуба «Ламия».

## Клубная карьера
Вергос — воспитанник клуба «Олимпиакос». 25 сентября 2013 года в поединке Кубка Греции против «Фокикоса» Никос дебютировал. 23 марта 2014 года в матче против «Эрготелиса» он дебютировал в греческой Суперлиге. 26 марта в поединке против «Астераса» Вергос забил свой первый гол за «Олимпиакос». По итогам дебютного сезона он стал чемпионом Греции и завоевал национальный кубок.
Летом 2015 года Вергос в поисках игровой практики на правах аренды перешёл в испанский «Эльче». 23 августа в матче против «Понферрадина» он дебютировал в Сегунде. 4 октября в поединке против «Льягостеры» Никос забил свой первый гол за «Эльче».
Летом 2016 года Вергос на правах аренды присоединился к «Реал Мадрид Кастилья», в составе которой год отыграл в Сегунде B. Летом 2017 года Никос был отдан в аренду в венгерский «Вашаш». 9 сентября в матче против «Ференцвароша» он дебютировал в чемпионате Венгрии.
21 августа 2018 года на правах свободного агента подписал трёхлетний контракт с клубом «Панатинаикос». 13 января 2020 года на 6 месяцев был отдан в аренду в «Эркулес».
4 августа 2020 года на правах свободного агента подписал двухлетний контракт с клубом «Панетоликос».

## Международная карьера
В 2015 году Вергос в составе юношеской сборной Греции принял участие в домашнем юношеском чемпионате Европы. На турнире он сыграл в матчах против команд Украины, Австрии, Франции, России.

## Достижения

### «Олимпиакос»
- Чемпион Греции: 2013/2014, 2014/2015
- Обладатель Кубка Греции: 2014/15